# Szén-hexaoxid
A szén-hexaoxid a szén egyik oxidja, képlete CO6. Előállítása és tanulmányozása is alacsony (kriogén) hőmérsékleten történik. Fontos a légkörkémiában, valamint a külső Naprendszer és a csillagközi tér hideg jegeinek vizsgálatában. Jelen lehet a Ganymedesen és a Tritonon (előbbi a Jupiter, utóbbi a Neptunusz holdja). Molekulája hattagú gyűrűből és a hozzá kettős kötéssel kapcsolódó oxigénatomból áll. A gyűrűt öt oxigén és egy szénatom alkotja.

## Szerkezete
Cs szimmetriájú, gyűrűje nem szabályos hatszög. A gyűrű mentén körbehaladva a kötéstávolságok – a szénatomtól elindulva – a következők: C−O 1,362 Å; O−O rendre 1,491 Å; 1,391 Å; 1,391 Å és 1,491 Å; O−C 1,362 Å. A kötésszögek: O−C−O 120,4°; C−O−O 115,7°; O−O−O 105,9°, a szénatommal átellenben pedig O−O−O 119,6°. A szén–oxigén kettős kötés hossza 1,185 Å, a kötésszöge 119,6°.

## Keletkezése
Egy kísérlet során vákuumban, 10 K hőmérsékleten szilárd szén-dioxidot 5 MeV energiájú elektronokkal sugároztak be. A reakció során a szén-dioxidból atomos oxigén szabadult fel, amely a szén-dioxiddal reagálva O2CO-t képzett. További reakciók során a gyűrűs oxidok sorozata jött létre: O3CO, O4CO – utóbbinak a gyűrűjébe lépő további oxigénatom hozta létre a szén-hexaoxidot. A O4CO + O → O5CO reakció 145,2 kJ/mol energiafelszabadulással jár.

## Tulajdonságai
60 K (–213 °C) hőmérsékletig stabil. Leggyakoribb izotopológjának (12C16O6) infravörös rezgési színképében a legintenzívebb sáv a ν1 1876 cm−1 hullámszámnál.

## Egyéb izomerjei
További lehetséges izomerjei a C2 szimmetriájú forma, mely egy öt- és egy háromtagú gyűrűt tartalmaz, valamint a D2d szimmetriájú izomer, melyben két darab négytagú gyűrű található. A D2d O3CO3 izomerben a számított C−O kötéshossz 1,391 Å, az O−O kötésé pedig 1,469 Å. Az O−C−O kötésszög 94,1°. Ezeket az izomerek azonban még nem sikerült észlelni.

## Fordítás
Ez a szócikk részben vagy egészben  a   Carbon hexoxide című angol Wikipédia-szócikk ezen változatának fordításán alapul.  Az eredeti cikk szerkesztőit annak laptörténete sorolja fel. Ez a jelzés csupán a megfogalmazás eredetét és a szerzői jogokat jelzi, nem szolgál a cikkben szereplő információk forrásmegjelöléseként.